# Gopal Krishna Gokhale
Gopal Krishna Gokhale, język marathi गोपाळ कृष्ण गोखले; (ur. 9 maja 1866 w Kothluk, zm. 19 lutego 1915 w Punie) – indyjski polityk i ekonomista.